# 索邦多
索邦多（法語：Soboundou），是馬里的城鎮，位於該國北部，由通布圖區的尼亞豐凱省負責管轄，面積1,482平方公里，海拔高度265米，2009年人口44,899，人口密度每平方公里30人。